# 19349 Denjoy
19349 Denjoy è un asteroide della fascia principale. Scoperto nel 1997, presenta un'orbita caratterizzata da un semiasse maggiore pari a 2,7909351 UA e da un'eccentricità di 0,0332501, inclinata di 5,69872° rispetto all'eclittica.